# Картер (Оклахома)
Картер (енгл. Carter) град је у америчкој савезној држави Оклахома.

## Демографија
По попису из 2010. године број становника је 256, што је 2 (0,8%) становника више него 2000. године.
| Група             | 2000.       | 2010.       |
| Белци             | 211 (83,1%) | 230 (89,8%) |
| Афроамериканци    | 0 (0,0%)    | 0 (0,0%)    |
| Азијати           | 0 (0,0%)    | 0 (0,0%)    |
| Хиспаноамериканци | 29 (11,4%)  | 19 (7,4%)   |
| Укупно            | 254         | 256         |